# 굴포항
굴포항은 전라남도 진도군 임회면 굴포리, 진도 섬에 있는 어항이다. 1978년 6월 14일 지방어항으로 지정하여 관리하고 있다. 시설관리자는 진도군수이다.

## 어항 연혁
- 굴포항은 진도 남단에 위치하고있으며 지형상 북서측으로 만을 형하고 만입된 속에 본항 위치하고 있는 천연항으로 옛날부터 지방어선 뿐만 아니라 악천시에는 연근에서 조업하고 있는 외래어선들의 대피하는 이용도가 많은 어항이다.

## 어항 시설
- 방파제 208m, 물양장 115m, 선착장 117m

## 기본 계획
- 방파제 267m, 물양장 115m, 준설 85,000m3[1]

## 정비 계획
- 방파제 267m, 물양장 115m, 준설 85,000m3[2]

## 주요 어종
- 돔, 민어, 숭어, 광어